# 弗里曼山
弗里曼山（英語：Mount Freeman），是南極洲的山峰，位於維多利亞地的博克格雷溫克海岸，處於萊潘托山西北面4公里，屬於勝利山脈的一部分，海拔高度2,880米，美國地質調查局根據測量和美國海軍拍攝的空中照片繪入地圖，現時由南極條約體系管理。